# Symbolisme phonétique
Cet article concerne le symbolisme phonétique. Pour le symbolisme phonique, voir Symbolisme des sons.
Le symbolisme phonétique, ou phonosymbolisme ou phonosémantique, est un phénomène linguistique qui consiste en un rapport motivé entre le son et le sens (la phonétique et la sémantique) des langues naturelles.
« On appelle symbolisme phon(ét)ique la tendance à supposer qu'il existe une relation nécessaire entre le mot et l'objet signifié et à attribuer aux sons une valeur sémantique dénotative ou connotative. Cette relation est saisissable dans les onomatopées ou les mots expressifs (cocorico, miauler) ; cette hypothèse se vérifierait dans le rapport qui existerait entre la voyelle [i], par exemple, et les petits objets. Cette théorie de l'origine naturelle du langage s'oppose à la théorie de l'origine conventionnelle » (Dictionnaire de linguistique, Larousse, 1973, p. 473).
Soutenir « l'existence d'un symbolisme phonétique », c'est affirmer « une correspondance directe entre le sens des mots et la nature des sons qui le composent » (Oswald Ducrot et Jean-Marie Schaeffer, Nouveau dictionnaire encyclopédique des sciences du langage, Seuil, 1995, p. 555). Exemple : Plutarque fait un rapprochement entre le mot Πἀντα (panta, « tout ») et le mot Πἐντε (pente, « cinq »), pour identifier symboliquement le monde au nombre cinq.

## Origine
L'interrogation du symbolisme phonétique commence avec Platon qui consacre à ce sujet l'un de ses dialogues, le Cratyle. Des théories phonosémantiques sont ensuite proposées dans l'Antiquité, entre autres, par Épicure (Lettre à Hérodote) et par Nigidius Figulus (chez Aulu-Gelle, Noctes atticae) ; au Moyen Âge, par Abrahm Aboulafia et Jacob Böhme ; à l'âge moderne, par Gottfried Wilhelm Leibniz (Nouveaux Essais sur l'entendement humain, 1765), Charles de Brosses (Traité de la formation méchanique des langues, 1765), Étienne Bonnot de Condillac (Grammaire, 1775) et Wilhelm von Humboldt (Introduction à l'œuvre sur le Kavi, 1836). Dans la première moitié du XXe siècle, Otto Jespersen fut un grand partisan de cette théorie.

## Recherches actuelles
Les recherches actuelles doivent beaucoup :
- aux travaux théoriques de Roman Jakobson (notamment À la recherche de l'essence du langage, 1965), d'une part,
- et d'autre part de Gustave Guillaume,
- ainsi qu'aux données expérimentales illustrés par Jean-Michel Peterfalvi (Étude du symbolisme phonétique par l'appariement de mots sans signification à des figures, 1964[3] et Les recherches expérimentales sur le symbolisme phonétique, 1965[4])
- et Ivan Fonagy (La vive voix. Traité de psycho-phonétique, 1983).

Parmi les travaux consacrés à la phonosémantique des langues, on peut signaler :
- l’ouvrage de Maurice Toussaint (Contre l’arbitraire du signe, Paris, 1983, Didier-Érudition)
- l'ouvrage de John Ohala et d'autres sur les langues du monde (Sound Symbolism, 1994),
- la thèse de Margareth Magnus sur l'anglais (What's in a word, 2001[5]),
- le livre récent de Georges Bohas et Mihai Dat sur l'arabe et l'hébreu (Une théorie de l'organisation du lexique des langues sémitiques, 2007),
- la compilation par Régis Petit des définitions et des résultats connus à ce jour en phonétique et symbolisme phonétique du français (voir site référencé dans Liens externes).

## Onomatopées
On parle par exemple de symbolisme phonosémantique à propos du travail de Charles Nodier sur les onomatopées.
Récemment en 2020, Régis Petit a établi une liste des idées exprimées par chaque type de phonème en français (voir référence en Liens externes).
Par exemple, pour les voyelles, on peut les qualifier symboliquement comme suit :
- Perçant ou aigu : toute voyelle fermée palatale ("i", "é", "u" et "eu") ainsi que les semi-voyelles "y" et "u+"
- Puissant ou fort : toute voyelle ouverte ("a", "â", "e", "oe", "è" et "o")
- Profond ou sombre : toute voyelle fermée vélaire ("ou", "au" et "on") ainsi que la semi-voyelle "w"
- Doux ou voilé : toute voyelle nasale ("un", "in" et "an")

Pour les consonnes, on peut qualifier comme suit :
- Consonnes occlusives orales ("p", "b", "t", "d", "k" et "g") : idée d'explosion pouvant être grave ("p", "b"), aigu ("t", "d") ou fort ("k" et "g").
- Consonnes occlusives nasales ("m", "n", "gn" et "nk/ng") : idée de mollesse ("m", "n", "gn") ou de force ("nk/ng").
- Consonnes fricatives non spirantes ("f", "v", "s", "z", "ch", "j", "h aspiré" et "J") : idée de soufflement pouvant être fuyant ("f", "v"), sifflant ("s", "z"), chuintant ("ch", "j"), expiré ("h aspiré") ou rugueux ("J").
- Consonnes fricatives liquides latérales ("l") : idée de lisse, coulant
- Consonnes fricatives liquides vibrantes ("r") : idée de rugueux, rauque

Cette liste permet notamment de qualifier efficacement en français le chant et les cris des oiseaux à partir des syllabes composant la phrase qu'ils émettent. Par exemple, le cri de la chouette hulotte ("ouh.iiik") peut être qualifié de "profond" et de "perçant" correspondant respectivement aux deux premiers phonèmes "ou" et "i".

## Symbolisme phonétique et écriture
Le symbolisme phonétique a évidemment son implication dans la littérature et l'écriture, tel que le relève par exemple Philippe Meunier dans son étude.
À l'image également des formules magiques qui reposent souvent sur des répétitions, allitérations, consonances, voyelles répétées, comme pour mieux ancrer le discours symbolique dans la mémoire de son auditeur :
- « La formule de contrainte (...). Prends un bloc carré de soude, écris dessus le grand nom, avec les sept voyelles. Au lieu du clappement de lèvres et du sifflement, dessine sur la première face du bloc d'alcali un crocodile à tête de faucon... Voici maintenant l'inscription sacrée à écrire sur le bloc de soude : « Je t'invoque, toi qui es plus grand que tout... Je t'invoque, Maître, afin que tu m'apparaisses sous une forme bénéfique, parce que dans ton cosmos je sers ton envoyé Biathiarbar berbir schilatour bouphroumtrôm et ton dieu redoutable Danouph Chratôr Belphali Balbith Iaô. C'est par toi que se tiennent ensemble le Ciel et la Terre... » » (Papyri Graecae Magicae, Ier s. av.-Ve s., XIII, 1-136 : La monade, IVe s., trad. du grec Pascal Charvet et Anne-Marie Ozanam, La magie. Voix secrètes de l'Antiquité, Nil, 1994, p. 104-105).
- Dans le grimoire Enchiridion Leonis Papae (1633, p. 171), une « Oraison contre les hémorroïdes » se formule ainsi : « Broka, Broket, que Dieu m'a fait ; je ne les ai plus de par Jésus, au nom du Père... Ainsi soit-il. »
- On connaît le fameux « Abracadabra ».
- Enfin, moins connu mais plus radical, la théorie des « lettressences » en magie hénokéenne, où chaque lettre hénokéenne est associée directement à un son et à un sens[8]. On y distingue les quatre « phonèmes du souffle », pas des lettres à proprement parler, mais qui sont explicitement des onomatopées du vent dans les branches ou de l'air dans les poumons.